# Ingrid Moser
Ingrid Moser (* 1944 in Wien) ist eine österreichische Managerin und Beraterin.

## Ausbildung
Moser besuchte das Bundesgymnasium Erlgasse (heute: GRG 12 Erlgasse) in Wien-Meidling und maturierte 1962 mit Auszeichnung. Es folgte ein Studium von Rechtswissenschaft, Kunstgeschichte und Philosophie an den Universitäten von Wien, Salzburg und Cambridge. 1969 promovierte sie in Salzburg in Psychologie und Psychopathologie.
Von Jugend an war Moser in die Geschäfte der familieneigenen Unternehmen (darunter das von Rosa Moser 1952 gegründete Einzelunternehmen, heute die 1987 gegründete Rosa Moser Bauwerkzeuggrosshandel Ges.m.b.H., sowie die J. Takács & Co.) hineingewachsen. Es folgten Praktika bei Infratest Industria (heute TNS Infratest) in München und dem Dr.-Fessel-Institut für Marktforschung (heute: GfK Austria GmbH) in Wien.

## Tätigkeit als Geschäftsführerin
1975 wurde Moser Geschäftsführerin der Westösterreichischen Kohlenhandelsgesellschaft-K.Sadleder GmbH, spätere Westkohle GmbH, Tochterunternehmen der deutschen Stinnes AG. Als 1976 deren sämtliche österreichischen Töchterfirmen in die Stinnes GesmbH als Holdinggesellschaft eingebracht wurden, bekleidete Moser bis zum Verkauf aller Firmen 1986 den Posten der Sprecherin der Geschäftsführung. 1986 übernahm sie die Geschäftsführung bei Swarovski. 1987 war sie Vorsitzende der Geschäftsführung der Stölzle Glas GmbH (heute Neue Stölzle Kristall Gesellschaft m.b.H.) in Wien und Nagelberg.

## Tätigkeit als Beraterin
1988 übernahm Moser im Rahmen ihrer Beratungstätigkeit für die Zuckermann Maschinenbau GmbH die neugegründete Zuckermann Vertriebs GmbH und gründete im Oktober 1988 die Dr. Ingrid Moser Gesellschaft m.b.H. (seit November 2004 HSZ Consulting GmbH).
Im Februar 1990 wurde sie Beraterin des VEB Kombinat Textima Karl-Marx-Stadt in Chemnitz. Im ersten Halbjahr 1990, unmittelbar nach der Wende in der DDR, wurden die zum Kombinat gehörigen Werke in 34 selbständige GmbHs mit rund 34.000 Mitarbeitern ausgegliedert. Mit Ingrid Moser als Gründungsbeauftragten der Textima AG wurden mit 28. Juni 1990 31 dieser GmbHs (darunter zwei neu gegründete) mit rund 28.000 Mitarbeitern in die neue AG als Holding eingebracht. Moser war zunächst im Aufsichtsrat der Textima AG und später bis Ende 1995 mit einem Beratungsmandat für die Privatisierung der Töchter der AG tätig. Dem Eigentümerbeschluss der Treuhandanstalt von Ende 1995 folgend, wurde die AG 1996 liquidiert. Der Name „Textima“ wird heute von der Firma Textima Export Import GmbH, einer der beiden Neugründungen aus 1990, weitergeführt.
Von 1997 bis 1999 war Moser Beraterin des Wiener Bühnenvereins (Herausgeber von Die Bühne) und mitverhandelte in ihrer Funktion als dessen Generalsekretärin die Kollektivverträge der Wiener Bühnen, zu denen damals u. a. die heutigen Vereinigten Bühnen Wien gehörten, und war somit in die Diskussion um die Gestaltung der Neugründung der heutigen Bundestheater-Holding GmbH mit ihren Töchterunternehmen eingebunden.
Geprägt durch ihre Erfahrungen als Managerin und Eigentümervertreterin von nichtösterreichischen Unternehmen sowie als Wirtschaftsberaterin in den Jahren der wirtschaftlichen Umstrukturierung eines der größten Kombinate der ehemaligen DDR verstärkte sich in Mosers Tätigkeiten mit Ende der 1990er Jahre die persönliche Strategieberatung im unternehmerischen und persönlichen Bereich. Diese Fokussierung basiert auf den beiden Erfahrungswelten ihrer Studienausbildung und ihrer beruflichen Tätigkeiten. Seit dem Verkauf der Dr. Ingrid Moser GmbH (November 2004) liegt Mosers Schwerpunkt nun in der face-to-face-Strategieberatung (Business und Personal) in zunehmenden Strukturveränderungen.
Im Jahr 2007 war sie Proponentin der Initiative „Europa hat Recht! Marketing für Europa“ und 2007/2008 Strategieberaterin und Projektleiterin einer Studie für das Bundesministerium für Wissenschaft und Forschung unter dem Titel „Bestandsaufnahme der signifikant niedrigen Beschäftigungsquote älterer Arbeitnehmer in Österreich, im EU- und OECD-Vergleich und Zusammenstellung vorhandener Erklärungsversuche“.
Von 2011 bis 2013 war Moser Mitglied des Universitätsrats der Akademie der bildenden Künste Wien, von 2013 bis April 2014 in derselben Funktion für die Universität Mozarteum tätig.
Ab ca. 1980 bis zu dessen Einstellung war Moser häufig in die Diskussionssendung Club 2 des ORF zu unterschiedlichen gesellschaftlichen und wirtschaftlichen Themen eingeladen.

## Privates
Von 1971 bis 1973 war Moser mit dem Industriekaufmann Helmut Lieftüchter in Essen verheiratet. Nach ihrer Scheidung zog sie in ein von Walter Brune geplantes Haus in Plainfeld-Lacknerwinkel, das über 25 Jahre ein Zentrum der künstlerischen und wirtschaftlichen Begegnung war. Aus dieser Zeit stammen zahlreiche Fernsehberichte. Während der Salzburger Festspiele wohnten dort u. a. Agnes Baltsa, José Carreras, Barbara Hendricks, Lorin Maazel, Jessye Norman und Alexis Weissenberg. Seit 2003 lebt Moser überwiegend in Salzburg.

## Mitgliedschaften und ehrenamtliche Tätigkeiten
- Seit 1977 Mitglied der „Baden-Badener Unternehmergespräche“ (als siebte Frau).
- Seit 1979 Mitglied in der Industriellenvereinigung, dort seither in den Ausschüssen Steuer, Öffentlichkeit, Bildung und Innovation, Gesellschaftspolitik tätig
- 1979 bis 2004 zunächst Finanzreferentin, später Vizepräsidentin des Wiener Hilfswerks (eine Teilorganisation des Österreichischen Hilfswerkes; heute: Hilfswerk Österreich), 1982 Mitbegründerin der „Nachbarschaftszentren“ des Wiener Hilfswerks.
- 1982 bis 1995 Vizepräsidentin der Austrian Hong Kong Society, die als regionale Interessengruppe des Hong Kong Trade Development Council fungierte.
- 1983 als Abgeordnete zum Wiener Landtag und Gemeinderat als Quereinsteigerin für Wirtschaft im Team von Erhard Busek gewählt; jedoch war ihr die Annahme der Wahl aus Konzerninteressen aufgrund ihrer leitenden Funktion nicht möglich.
- 1992 bis 1995 Mitglied des Rotary Club Palm Springs, California U.S.A.
- Ab 1992 Vorsitzende des Austrian-American Friendship Committee der Salzburger Festspiele („International Festival Society“), mit Neugründung (2005) der Salzburg Festival Society, Inc., seit 2008 in gleicher Funktion für das Friendship Committee der SFS.
- seit 1993 Mitglied[5] des (angeblich 2010 aufgelösten[6]) Föhrenbergkreises, ein der Industriellenvereinigung nahestehender Think Tank namhafter österreichischer Wirtschaftsleute.[7]
- 1997 Gründungsmitglied der „Freunde des Salzburger Jazz-Herbsts“
- 2002 Schatzmeisterin der Europäischen Akademie der Wissenschaften und Künste
- 2005 bis 2006 Beraterin des Produzenten Peter Lusk des Filmes The Salzburg Festival – A Brief History vom britischen Regisseur Tony Palmer.
- 2008 Präsidentin der Österreichisch-Amerikanischen Gesellschaft.
- 2010 Proponentin des Bürgerforum Europa 2020.[8]

## Auszeichnungen
- 2008 Verleihung des Berufstitels Professorin für Kulturvermittlung durch Claudia Schmied Ministerin für Unterricht, Kunst und Kultur der Republik Österreich
- 2008 Professor-Dr.-Julius-Tandler-Medaille der Stadt Wien